# Barbara Bartuś

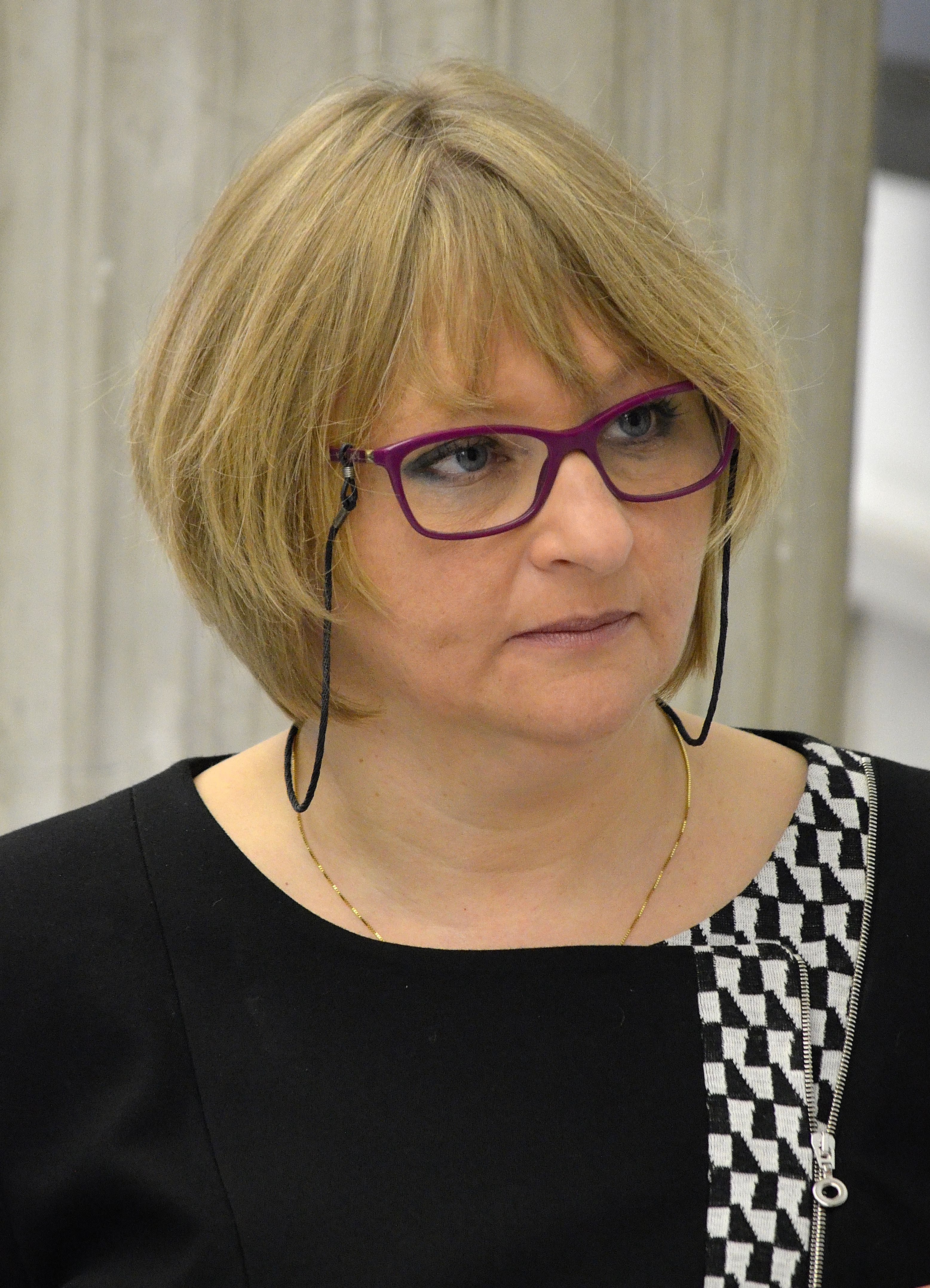
Barbara Bartuś (2015)

Barbara Halina Bartuś (* 3. Juli 1967 in Gorlice als Barbara Halina Gurbisz) ist eine polnische Politikerin (ZChN, PiS). Sie ist seit 2007 Abgeordnete des Sejm in der VI., VII., VIII., IX. und X. Wahlperiode.

## Leben und Beruf
Bartuś beendete 2000 ihr Studium der Verwaltungswissenschaften an der Zweigstelle Rzeszów der Maria-Curie-Skłodowska-Universität und 2003 in Rechtswissenschaften an der Universität Rzeszów. Seit 1999 arbeitete sie in der staatlichen Sozialversicherung Zakład Ubezpieczeń Społecznych (ZUS). Sie ist verheiratet und hat zwei Töchter.

## Politik
Bis 1999 gehörte Bartuś der Zjednoczenie Chrześcijańsko-Narodowe an. Sie war Stadträtin der Gmina Lipinki in der zweiten Wahlperiode von 2002 bis 2006. Im Januar 2005 schloss sie sich der Prawo i Sprawiedliwość (PiS) an. 2006 wurde sie Kreisrätin des Powiat Gorlicki.
Bei den Parlamentswahlen 2007 wurde sie mit 10.856 Stimmen über die Liste der PiS Abgeordnete des Sejm für den Wahlkreis Nowy Sącz. Sie war Mitglied der Sejm-Kommissionen für Justiz und Menschenrechte sowie Gesellschaftspolitik und Familie. Bei den Parlamentswahlen 2011, 2015, 2019 und 2023 wurde sie jeweils wiedergewählt. Seit 2023 ist sie Vorsitzende des Unterauschusses für Änderungen des Zivilrechts und stellvertretende Vorsitzende des Legislativausschusses des Sejm.
Bei den Europawalen 2009, 2014 und 2019 kandidierte sie jeweils erfolglos für die PiS.